# Orden der Eiche
Der Orden (von) der Eiche soll ein Ritterorden im Königreich Navarra gewesen sein, der 722 von García Jiménez zum Krieg gegen die Mauren gestiftet worden sein soll. 
Als Ordenszeichen wird eine grüne Eiche mit einem roten Kreuz auf der Wipfelspitze stehend angegeben. Die Ordenskleidung soll weiß gewesen sein.